# Закреплённые номера в футболе
Игровой номер может быть закреплен футбольным клубом за конкретным игроком в знак признания его заслуг, в случае трагической смерти либо серьёзной травмы, заставившей завершить карьеру, а также в других подобных ситуациях. Закрепление игрового номера означает, что никто больше не будет выходить на поле в футболке с указанным номером, если решение не будет отменено или если правила турнира не потребуют использовать данный номер для заявки клуба.

## Традиция
Подобная практика появилась в североамериканских игровых видах спорта, а в футболе стала она приживаться в 1990-е годы, поскольку ранее игрокам присваивались номера в соответствии с занимаемыми ими позициями в конкретных матчах. Обычно футболисты стартового состава получали номера от 1 до 11 в зависимости от позиции, а запасные — номера, начиная с 12-го. В результате один и тот же игрок мог не иметь постоянного номера в течение сезона из-за смены позиции, потери места в стартовом составе и других причин.
Игровые номера обычно закрепляют за игроками, либо ушедшими из клуба в другой клуб, либо завершившими спортивную карьеру. В знак признания заслуг выдающегося футболиста клуб закрепляет за ним его игровой номер — он изымается из обращения в команде, и с момента закрепления никто из игроков больше не может выступать под этим номером. В других случаях номер закрепляется за игроком в случае его преждевременной смерти: подобным образом была увековечена память таких игроков, как Джейсон Майеле, Витторио Меро, Марк-Вивьен Фоэ, Миклош Фехер, Рэй Джонс, Антонио Пуэрта, Сергей Перхун, Роберт Энке или Диогу Жота. В третьей ситуации номер закрепляется за игроком, который получил тяжёлую травму и вынужден был покинуть большой спорт, но остался в живых: так, норвежский клуб «Фредрикстад» закрепил номер за Дагфинном Энерли, который сломал в ходе матча шею и в результате остался парализованным.
Сборные команды Аргентины и Камеруна не смогли закрепить соответственно 10-й номер за Диего Марадоной и 17-й номер за Марком-Вивьеном Фоэ, поскольку это противоречит правилам ФИФА относительно распределения номеров в заявках сборных на финальных этапах международных турниров. При этом в других соревнованиях и товарищеских матчах выбор номеров полностью предоставлен национальным ассоциациям. При этом 10-й номер, под которым ранее играл Пеле, был увековечен по-иному: в большинстве футбольных команд его присваивают лучшему игроку атакующего плана.
Некоторые клубы посвящают игровой номер своим болельщикам и также изымают его из обращения. Как правило, это номер 12, что соответствует выражению «двенадцатый игрок», которым обозначают клубных болельщиков. Следующие команды закрепили 12-й номер за своими болельщиками:
- Абердин
- Аваи
- АГФ (Орхус)
- Анжи
- Арсенал Тула
- Астана-1964
- Атлетико Минейро
- Бавария
- Базель
- Бешикташ
- Бристоль Роверс
- Волеренга
- Вердер
- Дженоа
- Динамо (Киев)
- Зволле
- Зенит (СПб)
- Кайрат
- Корк Сити
- ЦСКА
- Крылья Советов
- Кубань
- Ланс
- Лечче
- Мальмё
- Монтеррей
- Оденсе
- Омония
- ПАОК
- Плимут Аргайл
- Портсмут
- ПСВ
- Сатурн
- Сканторп Юнайтед
- Стокпорт Каунти
- Торино
- УАНЛ Тигрес
- Уйпешт
- Факел
- Фейеноорд
- Фенербахче
- Ференцварош
- Фламенго
- Хаммарбю
- Шахтёр (Донецк)

Шведский АИК и московское «Торпедо» закрепили за болельщиками номер 1. «Норвич Сити», «Рединг» и «Брюне» закрепили за болельщиками 13-й номер, «Панатинаикос» закрепил этот же номер за фанатской группой Gate 13. «Бристоль Сити» «выдал» болельщикам номер 31, «Олдем Атлетик» — номер 40, а «Ростов» — № 61 (индекс региона на автомобильных номерах). Московский «Спартак» закрепил за своими болельщиками номер 72 — в 1972 году в СССР появилось фанатское движение «красно-белых».

## Список закреплённых номеров
| Команда                  | №  | Игрок                     | Позиция                  | Годы                                       | Примечание | Источник      |
| ------------------------ | -- | ------------------------- | ------------------------ | ------------------------------------------ | ---------- | ------------- |
| Рапид (Вена)             | 5  | Петер Шоттель             | Защитник                 | 1986—2001                                  |            |               |
| Бирмингем Сити           | 22 | Джуд Беллингем            | Центральный полузащитник | 2019—2020                                  |            | [ 3 ]         |
| Вест Хэм Юнайтед         | 6  | Бобби Мур                 | Центральный защитник     | 1958—1974                                  | Посмертно  |               |
| Куинз Парк Рейнджерс     | 31 | Рэй Джонс                 | Нападающий               | 2006—2007                                  | Посмертно  | [ 4 ]         |
| Ливерпуль                | 20 | Диогу Жота                | Полузащитник             | 2020—2025                                  | Посмертно  |               |
| Манчестер Юнайтед        | 36 | Джимми Дэвис              | Полузащитник             | 1999—2003                                  | Посмертно  |               |
| Хартлпул Юнайтед         | 25 | Майкл Мэйденс             | Полузащитник             | 2004—2007                                  | Посмертно  | [ 5 ]         |
| Челси                    | 25 | Джанфранко Дзола          | Нападающий               | 1996—2003                                  |            |               |
| БАТЭ (Борисов)           | 2  | Дмитрий Лихтарович        | Опорный полузащитник     | 2002—2015                                  |            | [ 6 ]         |
| БАТЭ (Борисов)           | 20 | Виталий Родионов          | Нападающий               | 2006—2018                                  |            | [ 7 ]         |
| Брюгге                   | 23 | Франсуа Стершель          | Нападающий               | 2007—2008                                  | Посмертно  | [ 8 ]         |
| Локомотив (Пловдив)      | 8  | Христо Бонев              | Атакующий полузащитник   | 1964—1967, 1968—1979, 1982—1984            |            |               |
| Палмейрас                | 12 | Маркос                    | Вратарь                  | 1993—2012                                  |            |               |
| Сан-Паулу                | 01 | Рожерио Сени              | Вратарь                  | 1990—2015                                  |            |               |
| Гонвед                   | 10 | Ференц Пушкаш             | Оттянутый форвард        | 1939—1956                                  | Посмертно  |               |
| Ференцварош              | 2  | Тибор Симон               | Крайний защитник         | 1985—1999                                  | Посмертно  |               |
| Бавария                  | 5  | Франц Беккенбауэр         | Защитник                 | 1964—1977                                  | Посмертно  | [ 9 ]         |
| Вакер (Бургхаузен)       | 11 | Марек Крейчи              | Нападающий               | 2004—2007                                  | Посмертно  |               |
| Вольфсбург               | 19 | Жуниор Маланда            | Полузащитник             | 2013—2015                                  | Посмертно  | [ 10 ]        |
| ПАОК                     | 17 | Панайотис Кацурис         | Защитник                 | 1996—1998                                  | Посмертно  |               |
| Виборг                   | 22 | Сёрен Фредриксен          | Нападающий               | 1989—1994, 1998, 2001—2005                 |            |               |
| Нествед                  | 7  | Расмус Грен               | Полузащитник             | 2005—2006                                  | Посмертно  |               |
| Ольборг                  | 12 | Торбен Бойе               | Защитник                 | 1984—2002                                  |            |               |
| Хапоэль (Беэр-Шева)      | 6  | Часве Нсофва              | Нападающий               | 2007                                       | Посмертно  |               |
| Реал Бетис               | 26 | Мики Роке                 | Защитник                 | 2010—2012                                  | Посмертно  |               |
| Аталанта                 | 14 | Федерико Пизани           | Оттянутый форвард        | 1991—1997                                  | Посмертно  |               |
| Брешиа                   | 10 | Роберто Баджо             | Оттянутый форвард        | 2000—2005                                  |            |               |
| Брешиа                   | 13 | Витторио Меро             | Защитник                 | 1998—2001, 2002                            | Посмертно  | [ 11 ]        |
| Виченца                  | 25 | Пьермарио Морозини        | Полузащитник             | 2007—2009, 2011                            | Посмертно  |               |
| Дженоа                   | 6  | Джанлука Синьорини        | Либеро                   | 1988—1995                                  | Посмертно  |               |
| Интер                    | 3  | Джачинто Факкетти         | Крайний защитник         | 1961—1978                                  | Посмертно  |               |
| Интер                    | 4  | Хавьер Санетти            | Защитник                 | 1995—2014                                  |            |               |
| Кальяри                  | 11 | Луиджи Рива               | Нападающий               | 1963—1978                                  |            | [ 12 ]        |
| Кальяри                  | 13 | Давиде Астори             | Защитник                 | 2008—2018                                  | Посмертно  |               |
| Кьево                    | 30 | Джейсон Майеле            | Крайний полузащитник     | 2001—2002                                  | Посмертно  | [ 13 ]        |
| Мессина                  | 41 | Сальваторе Сулло          | Полузащитник             | 2001—2007                                  |            |               |
| Милан                    | 3  | Паоло Мальдини            | Центральный защитник     | 1984—2009                                  |            |               |
| Милан                    | 6  | Франко Барези             | Либеро                   | 1977—1997                                  |            | [ 14 ]        |
| Наполи                   | 10 | Диего Марадона            | Полузащитник             | 1984—1991                                  |            |               |
| Парма                    | 6  | Алессандро Лукарелли      | Центральный защитник     | 2008—2018                                  |            |               |
| Рома                     | 6  | Алдаир                    | Центральный защитник     | 1990—2003                                  |            | [ 15 ]        |
| Сиена                    | 4  | Микеле Миньяни            | Центральный защитник     | 1996—1997, 1998—2006                       |            |               |
| Фиорентина               | 13 | Давиде Астори             | Защитник                 | 2015—2018                                  | Посмертно  |               |
| Астана                   | 1  | Ненад Эрич                | Вратарь                  | 2011—2020                                  |            | [ 16 ]        |
| Шахтёр (Караганда)       | 14 | Андрей Финонченко         | Нападающий               | 2000—2016                                  |            | [ 17 ]        |
| Америка                  | 10 | Куатемок Бланко           | Нападающий               | 1992—1997, 1998—2000, 2002—2004, 2005—2007 |            | [ 18 ]        |
| Атланте                  | 12 | Феликс Фернандес          | Вратарь                  | 1989—1998, 1999—2001, 2002—2003            |            |               |
| Гвадалахара              | 22 | Хосе Мартинес             | Полузащитник             | 1970—1981                                  | Посмертно  |               |
| Пачука                   | 1  | Мигель Калеро             | Вратарь                  | 2000—2011                                  | Посмертно  |               |
| УАНЛ Тигрес              | 7  | Херонимо Барбадильо       | Полузащитник             | 1977—1982                                  |            |               |
| Шериф                    | 5  | Важа Тархнишвили          | Защитник                 | 1999—2012                                  |            | [ 19 ] [ 20 ] |
| Аякс                     | 14 | Йохан Кройф               | Полузащитник             | 1964—1973, 1983—1984                       |            | [ 21 ]        |
| Витесс                   | 4  | Тео Бос                   | Защитник                 | 1983—1998                                  | Посмертно  |               |
| Утрехт                   | 4  | Давид ди Томмазо          | Центральный защитник     | 2004—2005                                  | Посмертно  | [ 22 ]        |
| Фредрикстад              | 8  | Дагфинн Энерли            | Крайний полузащитник     | 2004—2005                                  |            | [ 23 ]        |
| Видзев                   | 11 | Влодзимеж Смолярек        | Нападающий               | 1974—1978, 1980—1986                       | Посмертно  |               |
| Легия                    | 10 | Казимеж Дейна             | Полузащитник             | 1966—1978                                  | Посмертно  |               |
| Бенфика                  | 29 | Миклош Фехер              | Нападающий               | 2002—2004                                  | Посмертно  | [ 24 ]        |
| Амкар                    | 9  | Константин Парамонов      | Нападающий               | 1996—2008                                  |            |               |
| Анжи                     | 11 | Ибрагим Гасанбеков        | Нападающий               | 1992—1999                                  | Посмертно  |               |
| Рубин                    | 17 | Ленар Гильмуллин          | Защитник                 | 2003—2007                                  | Посмертно  |               |
| Рубин                    | 61 | Гёкдениз Карадениз        | Полузащитник             | 2008—2018                                  |            | [ 25 ]        |
| Торпедо                  | 6  | Сергей Шустиков           | Защитник                 | 2015—2020                                  |            | [ 26 ]        |
| Урал                     | 23 | Пётр Хрустовский          | Нападающий               | 1999, 2001—2003                            | Посмертно  |               |
| ЦСКА                     | 16 | Сергей Перхун             | Вратарь                  | 2001                                       | Посмертно  |               |
| Амкал                    | 4  | Никита Куриленко (Финито) | Защитник                 | 2018—2024                                  | Посмертно  |               |
| Динамо (Бухарест)        | 11 | Кэтэлин Хылдан            | Полузащитник             | 1994—2000                                  | Посмертно  |               |
| Динамо (Бухарест)        | 14 | Патрик Экенг              | Полузащитник             | 2016                                       | Посмертно  |               |
| Динамо (Бухарест)        | 25 | Ионел Дэнчулеску          | Нападающий               | 1995—1997, 2002—2009, 2010—2013            |            |               |
| Лос-Анджелес Гэлакси     | 13 | Коби Джонс                | Полузащитник             | 1996—2007                                  |            |               |
| Нью-Йорк Космос          | 9  | Джорджо Киналья           | Нападающий               | 1976—1983                                  | Посмертно  |               |
| Нью-Йорк Космос          | 10 | Пеле                      | Нападающий               | 1975—1977                                  |            |               |
| Мариуполь                | 10 | Степан Молокуцко          | Нападающий               | 1997—2002                                  | Посмертно  |               |
| Кривбасс                 | 34 | Максим Пашаев             | Защитник                 | 2007—2008                                  | Посмертно  |               |
| Заря                     | 33 | Максим Белый              | Полузащитник             | 2010—2013                                  | Посмертно  |               |
| Шахтёр                   | 33 | Дарио Срна                | Защитник                 | 2003—2018                                  |            |               |
| Ланс                     | 17 | Марк-Вивьен Фоэ           | Полузащитник             | 1995—1999                                  | Посмертно  |               |
| Нант                     | 9  | Эмилиано Сала             | Нападающий               | 2015—2019                                  | Посмертно  | [ 27 ] [ 28 ] |
| Олимпик (Лион)           | 16 | Люк Боррелли              | Вратарь                  | 1998—1999                                  | Посмертно  |               |
| Олимпик (Марсель)        | 21 | Сулейман Дьявара          | Защитник                 | 2009—2014                                  |            |               |
| Олимпик (Марсель)        | 28 | Матьё Вальбуэна           | Полузащитник             | 2006—2014                                  |            | [ 29 ]        |
| Седан                    | 29 | Давид ди Томмазо          | Центральный защитник     | 2001—2004                                  | Посмертно  | [ 30 ]        |
| Динамо (Ческе-Будеёвице) | 8  | Карел Поборский           | Полузащитник             | 1991—1994, 2005—2007                       |            |               |
| Кальмар                  | 15 | Джонни Эрландссон         | Крайний полузащитник     | 1973—1988                                  |            | [ 31 ]        |
| Норрчёпинг               | 18 | Стефан Пордарсон          | Нападающий               | 2004—2007                                  |            | [ 32 ]        |
| Хельсингборг             | 17 | Хенрик Ларссон            | Нападающий               | 1992—1993, 2006—2009                       |            |               |
| Абердин                  | 0  | Хишам Зеруали             | Нападающий               | 1999—2002                                  | Посмертно  |               |

## Особые случаи
| Команда           | №  | Игрок               | Позиция                                | Годы выступлений за клуб                   | Примечание |
| ----------------- | -- | ------------------- | -------------------------------------- | ------------------------------------------ | --- |
| Ростов            | 11 | Александр Маслов    | Нападающий                             | 1993—1997, 2002—2004                       | После завершения карьеры в 2004 году за Масловым был закреплён номер 11. В сезоне 2010 номер был вновь введён в обращение. |
| Динамо (Бухарест) | 11 | Кэтэлин Хылдан      | Полузащитник                           | 1994—2000                                  | Во втором тайме товарищеского матча между «Шантьерулом» и «Динамо» (Бухарест) у Хылдана произошла остановка сердца, позже он скончался в больнице. |
| Милан             | 3  | Паоло Мальдини      | Защитник                               | 1984—2009                                  | Номер не изъят из обращения. Мальдини дал согласие на то, что если один из его сыновей будет играть за клуб, то получит этот номер. |
| Орландо Пайретс   | 22 | Лесли Маньятела     | Нападающий                             | 2000—2003                                  | После смерти Маньятелы в автокатастрофе номер был закреплён за ним. Однако правила Африканской конфедерации футбола гласят, что в клубных континентальных соревнованиях игроки должны иметь номера от 1 до 30, поэтому «Пайретс» возобновили использование номера 22. |
| Маккаби (Т-А)     | 12 | Мени Леви           | Защитник                               | 1999—2002                                  | Во время матча «Маккаби» (Тель-Авив) c «Бейтаром» (Иерусалим), Леви принял мяч на грудь, отдал пас и через некоторое время упал без видимых причин. Игроки помогли подняться, но затем он потерял сознание. Впоследствии к нему была подключена система жизнеобеспечения, через некоторое время он смог вернуться домой. С тех пор прикован к кровати.                                           |
| Сантос            | 10 | Пеле                | Нападающий                             | 1956—1974                                  | Номер был закреплен за Пеле, но потом возвращен в обращение, поскольку правила КОНМЕБОЛ требуют, чтобы в клубных континентальных соревнованиях игроки были пронумерованы от 1 до 25. |
| Университарио     | 22 | Хосе Луис Карранса  | Полузащитник                           | 1986—2004                                  | Клуб закрепил номер за игроком в 2005 году, но через некоторое время возобновил выдачу футболистам в связи с правилами КОНМЕБОЛ, устанавливающими, что игроки должны иметь номера от 1 до 25 в клубных континентальных соревнованиях. |
| Данфермлин        | 4  | Норри МакКейти      | Защитник                               | 1996                                       | После того, как капитан команды был найден у себя дома мёртвым в результате отравления угарным газом клуб не стал никому выдавать его номер. В то время шотландские клубы выдавали первые 11 номеров игрокам стартового состава, и «Данфермлин» до конца сезона 1995—1996 использовал номер 12 в стартовом составе. Впоследствии клуб вернулся к выдаче 4-го номера одному из своих футболистов. |
| Стабек            | 7  | Кристер Басма       | Центральный защитник                   | 1995—1998                                  | В знак признания заслуг перед клубом номер был закреплен за футболистом. Использование номера было возобновлено перед сезоном 2004, когда его получил Хеннинг Хаугер. |
| Америка           | 10 | Куаутемок Бланко    | Нападающий                             | 1992—1997, 1998—2000, 2002—2004, 2005—2007 | Номер изъят из обращения на пятилетний период начиная с июня 2007. Тем не менее, согласно правилам КОНМЕБОЛ, которые гласят, что в континентальных клубных соревнованиях игроки должны быть пронумерованы от 1 до 25, в Кубке Южной Америки 2007 футболка с № 10 была выдана Леонину Пинеде. |
| УАНЛ Тигрес       | 7  | Херонимо Барбадильо | Полузащитник                           | 1977—1982                                  | Номер 7 «Тигров» навечно закреплён за Барбадильо в знак признания его заслуг. Однако в связи с требованиями КОНМЕБОЛ в некоторых случаях он назначается действующим футболистам. В Кубке Либертадорес 2005 под этим номером выступал Клаудио Нуньез, в 2006 году — Вальтер Гаитан. |
| Севилья           | 16 | Антонио Пуэрта      | Крайний защитник, крайний полузащитник | 2004—2007                                  | Формально номер закреплен за Пуэртой с условием, что, если его сын станет футболистом «Севильи», то сможет получить номер отца. Позже данное решение было отменено по причине того, что Федерация футбола Испании ограничила использование номеров игроков в заявке первыми 25 номерами и запретила закреплять номера в указанном диапазоне за кем-либо.                                         |
| Олимпик Лион      | 17 | Марк-Вивьен Фоэ     | Полузащитник                           | 2000—2002                                  | Номер был изъят из обращения в 2003 году. В сезоне 2008/2009 номер «17» получил соотечественник Фоэ — Жан Макун. |
| Васко да Гама     | 11 | Ромарио             | Нападающий                             | 1985—1987, 2000—2001, 2005—2006, 2007—2008 | Новый президент «Васко да Гамы» отменил впоследствии это решение. |
| Лидс Юнайтед      | 17 | Массимо Челлино     |                                        |                                            | Владелец «Лидс Юнайтед» вывел из обращения номер «17» в 2014 году из-за личных предубеждений (итальянцами число 17 считается несчастливым). |
| Ференцварош       | 1  | Дьюла Грошич        | Вратарь                                |                                            | Грошич никогда не играл за «Ференцварош», но в возрасте 82 лет подписал контракт с клубом, а после смерти в 2014 году за ним был закреплён номер «1» в клубе. |
| Эспаньол          | 21 | Дани Харке          | Защитник                               | 2002—2009                                  | С сезона 2016/17 футболку с номером «21» сможет надеть только воспитанник клуба, который пробьётся в первую команду. |
| Либерия           | 14 | Джордж Веа          | нападающий                             |                                            | С сентября 2018 года номер «14», под которым большую часть карьеры играл Веа, выведен из обращения сборной в виду особых заслуг перед страной. |